# KkStB 278 sorozat
A kkStB 278 sorozat egy szerkocsisgőzmozdony-sorozat volt a cs. kir. osztrák Államvasutaknál (k.k. österreichische Staatsbahnen, kkStB) mellékvonali szolgálatra.
A kkStB 278 sorozat a 178 sorozat túlhevítős változata volt. A kkStB 1909 és 1911 között vásárolta ezeket a mozdonyokat a Krauss linzi gyárától. Az első két mozdony a Bukowinaer Lokalbahnen-hez került, a harmadik a Lokalbahn Tarnopol–Zbaraz -hez. Az egyszerű berendezésű fűtőházak inkább a telített gőzű mozdonyokat részesítették előnybe, így a 278-asok száma a 178-asokékoz képest kicsi volt. 
Az első világháború után a sorozat mozdonyaiból a CFR-hez és a PKP-hez is kerültek, ez utóbbinál mint PKP TKp12 sorozat. 
1939 -ben a Német Birodalmi Vasút (Deutsche Reichsbahn) a lengyel mozdonyokat a 92.28 sorozatába osztotta be.

## Fordítás
- Ez a szócikk részben vagy egészben  a   kkStB 278 című német Wikipédia-szócikk fordításán alapul.  Az eredeti cikk szerkesztőit annak laptörténete sorolja fel. Ez a jelzés csupán a megfogalmazás eredetét és a szerzői jogokat jelzi, nem szolgál a cikkben szereplő információk forrásmegjelöléseként. Az eredeti szócikk forrásai szintén ott találhatóak.